# 삭감
삭감은 상대의 모양이나 세력의 크기를 제한하거나 두터운 세력을 엷게 만드는 수법으로, 삭감의 착수 위치는 '상대의 모양 또는 세력권의 가상 경계선'을 그 한계로 본다. 날일자, 모자, 어깨짚기 등의 수단이 활용되며, 적진 한가운데 침입해 낮은 위치에서 삭감하는 경우, 모자씌움 등을 당할 수 있으므로 상대방 돌이 놓여 있는 위치와 동일한 선상에 자신의 돌을 착수하는 수법이 주로 쓰인다. 